# Dromornis
Genre
Dromornis est un genre fossile d'oiseaux préhistoriques de la famille éteinte des Dromornithidae. 

## Description
C'est l'un des plus grands oiseaux fossiles trouvés avec le genre Kelenken. Il mesurait trois mètres de haut et pesait 730 kg. Il habitait les forêts subtropicales ouvertes d'Australie du Miocène supérieur, il y a environ huit millions d'années. À cette période, il y avait des forêts et un approvisionnement en eau permanent à Alcoota, un important site paléontologique de l'Australie Centrale de la région d'Alice Springs, où le Dromornis vécut.
Certains pensent[Qui ?] qu'il était carnivore mais son régime alimentaire reste incertain. Il était plus lourd qu'Aepyornis et plus grand que les Moas. En raison de la mauvaise qualité des fossiles de Dromornis australis retrouvés et du grand écart de temps qui a séparé les deux espèces de Dromornis connues, il est possible que D. stirtoni soit classé dans le genre Bullockornis.

## Liste d'espèces
Selon Paleobiology Database  :
- †Dromornis australis Owen, 1872
- †Dormornis planei Rich (d), 1979
- †Dromornis murrayi Worthy (d) et al., 2016
- †Dromornis stirtoni Rich, 1979